# Medieval rock
Sous-genres
Medieval metal
Genres dérivés
Musique néo-médiévale
Le medieval rock (medieval folk rock ou medieval rock) est un sous-genre musical ayant émergé dans les années 1970 en Angleterre et en Allemagne, mêlant musique ancienne et rock. Il émerge dans les mouvements electric folk et folk progressif à la fin des années 1960. Le terme était utilisé pour catégoriser les musiciens incorporant des éléments sonores issus de musiques médiévales, de la Renaissance et baroque à leurs chansons, et souvent pour décrire des groupes usant ou non d'instruments électriques.
Ce sous-genre atteint son pic de popularité au milieu des années 1970 en Grande-Bretagne, mais s'éteint peu à peu lorsque des groupes se séparent ou décident de suivre des courants musicaux plus larges comme le folk progressif et le rock progressif. Néanmoins, le genre touche considérablement la scène rock progressif dans laquelle la musique ancienne et médiévalisme en général ont un impact. Les groupes de medieval folk rock récents donnent un nouveau souffle au genre en s'impliquant dans d'autres genres orientés médiévaux comme la musique néo-médiévale et le medieval metal.

## Caractéristiques
Le medieval folk rock se caractérise par trois principaux éléments utilisés de diverses façons. Le premier, la composition de musique ancienne en incorporant une instrumentation rock. Le second, la création d'une musique originale incorporant un élément de composition de musique ancienne, comme le mode. Le troisième, l'ajout d'éléments sonores issus de musique ancienne dans des chansons rock, par techniques vocales, utilisation d'instruments supplémentaires caractérisant la musique ancienne, ou simulation d'éléments sonores issus de musique ancienne à l'aide d'instruments rock. Un dernier élément qui n'affecte pas la nature de la musique, mais qui l'accompagne souvent, est l'ajout d'éléments perçus de « médiévalisme » dans les paroles, les actions, les vêtements ou les couvertures d'albums.

## Histoire

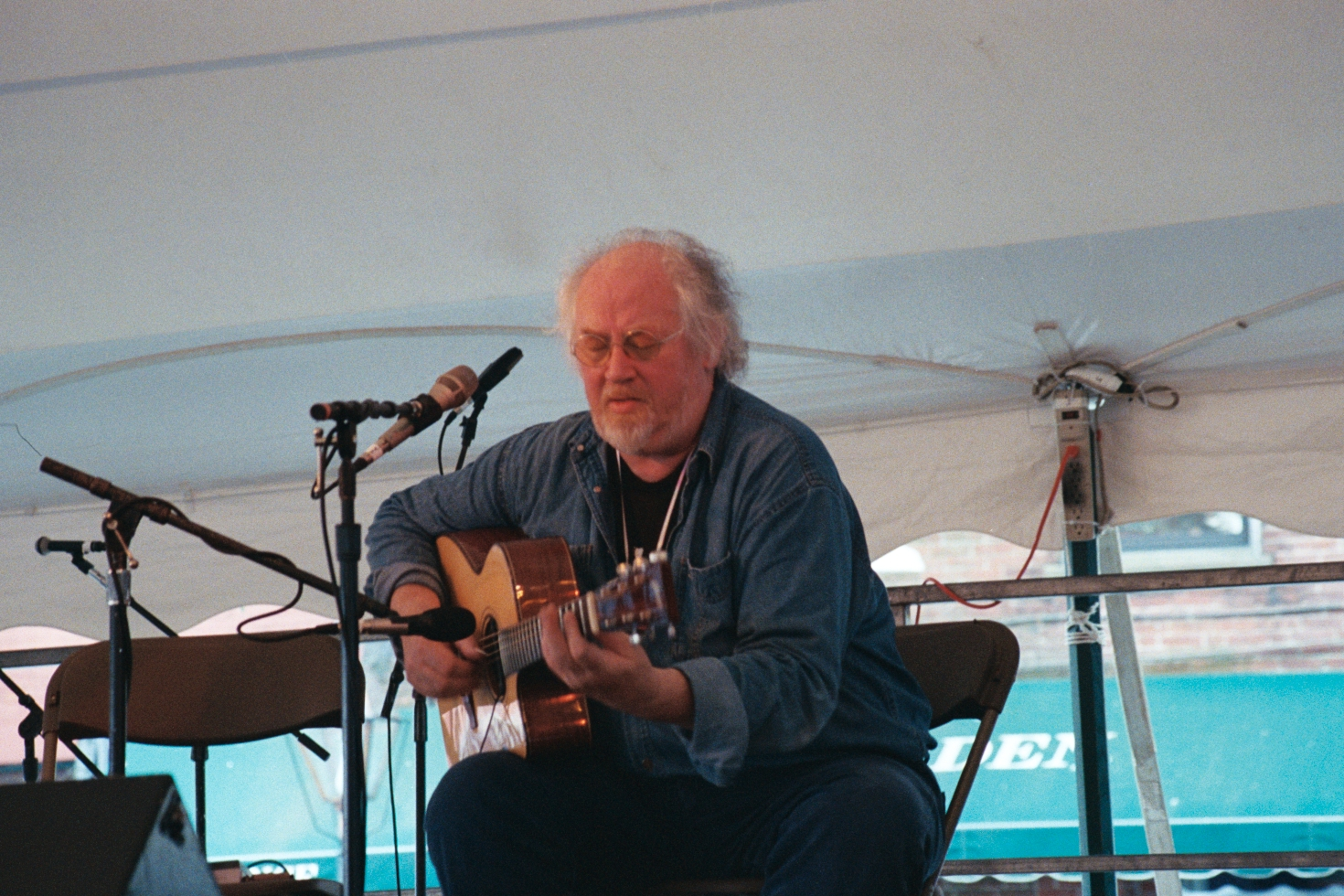
John Renbourn en 2005.

Les musicologues ont découvert des tentatives de mêler la musique populaire à des éléments de musique classique du milieu des années 1960 en Grande-Bretagne et en Amérique, ce qu'ils appellent rock baroque ou pop baroque. Un véritable intérêt de mêler des sons issus de musiques médiévales et de la Renaissance à des formes musicales plus populaires est perçu dans le mouvement folk progressif à la fin des années 1960. Cet intérêt se concrétise avec The Incredible String Band et leur album The 5000 Spirits or the Layers of the Onion (1967), qui incorpore à la fois des éléments de musiques médiévales et du monde à leur musique. Ce mélange se poursuit avec The Hangman's Beautiful Daughter (1968).
Également lors du mouvement folk progressif, le guitariste John Renbourn fait paraître l'album Sir John Alot of Merry Englandes Musyk Thynge and ye Grene Knyghte (1968) qui incorpore des éléments de musique médiévale. Dès 1967, Renbourn devient l'un des membres du groupe folk Pentangle, et se concentre sur un mélange de musique ancienne et d'autres styles de musique comme le blues, le jazz, le bluegrass, les musiques du monde et les chansons folk traditionnelles. Shirley et Dolly Collins viennent du côté plus traditionnel du folk et parviennent à produire l'album Anthems in Eden (1969), mêlant chansons folk et instruments issus de la musique ancienne.

## Groupes
Les groupes notables de medieval rock incluent : Blackmore's Night, Corvus Corax, Die Streuner, Les Pies, In Extremo, Letzte Instanz, Rabenschrey, Saltatio Mortis, Schandmaul, Subway to Sally, Tanzwut, Schelmish, Gloryhammer, Rhapsody Of Fire et Vivus temporis.